# Pseudo-Demosthenes
Unter dem Begriff Pseudo-Demosthenes werden literarische Werke gesammelt, die als Werke des Athener Redners Demosthenes überliefert wurden, jedoch nachweislich nicht von ihm stammen.
So werden beispielsweise die demosthenischen Reden 46, 49 (gegen Timotheos), 50 (gegen Polykles), 52 (gegen Kallippos), 53 (gegen Nikostratos), 59 (gegen Neaira) und möglicherweise 47 dem Demosthenes-Anhänger Apollodoros zugeschrieben.